# Modèle WS-PS
Le modèle WS-PS est un modèle économique permettant d'expliquer les déséquilibres du marché du travail par des fondements microéconomiques. Il a été mis au point par Stephen Nickell et Richard Layard en 1986.

## Historique

### Disqualification de la courbe de Philips
La courbe de Phillips a servi, durant les années 1960, de justification et de validation de la théorie keynésienne. L'école de la synthèse néoclassique, qui poursuit les travaux de John Maynard Keynes en amplifiant leur portée, se base en partie sur cette courbe pour soutenir la nécessité d'un arbitrage par l'État entre l'inflation et le chômage en faveur de la première : la hausse du niveau des salaires (et des prix) cause une chute du chômage. 
Toutefois, ce levier d'action est mis en difficulté dans les années 1970, lorsque la stagflation et la déclinflation frappent l'Europe et les États-Unis. La courbe de Philips est invalidée empiriquement, et Milton Friedman la critique (critique de Friedman) en montrant que les agents économiques ne se laissent pas berner par l'augmentation des salaires nominaux. Dès lors que les prix augmentent, ils négocient une augmentation supplémentaire de leur salaire, ce qui neutralise l'effet réducteur du chômage de l'inflation.

### Création d'un nouveau modèle explicatif
En réaction à l'émergence de l'école monétariste et de la nouvelle école classique, les partisans de la synthèse néoclassique mettent en place dans les années 1980 et suivantes la nouvelle école keynésienne. En 1986, Stephen Nickell et Richard Layard mettent au point un nouveau modèle qui permet de comprendre le niveau de chômage d'équilibre par une réactualisation de certains fondamentaux de la courbe de Philips. Comme Philips, ils raisonnent à travers un lien entre le chômage et le pouvoir de négociation des salariés : lorsque le chômage est élevé, les salariés ne peuvent négocier de salaire à la hausse ; aussi, les entreprises doivent réduire leurs prix pour écouler leurs stocks.
Ce modèle apparaît dans une première version dans le manuel écrit par Layard, Nickell et Richard Jackman en 1991. Il se trouve développé et précisé par un article notable de Pierre Cahuc et André Zylberberg en 1999. 
Ce modèle a connu une grande postérité. Pierre d'Autume écrit en 2001, dans un rapport au ministère de l’Économie, que le modèle WS-PS « représente aujourd'hui une référence pour fonder un taux de chômage d'équilibre ». Si Pierre Cahuc écrit, en 1993, que ce modèle « renouvelle profondément la compréhension du chômage, à tel point qu'elle peut être assimilée à une révolution copernicienne », cette position est critiquée par Henri Sterdyniak et Hervé Le Bihan se montrent plus critique en écrivant en 1998 que « attribuer le fort niveau du chômage à des exigences salariales excessives n'est guère une démarche novatrice ».

## Fondements
Comme l'écrit Agnès Bénassy-Quéré, le modèle « vise à analyser plus finement les déterminants du taux de chômage d'équilibre et à le relier à des déterminants structurels explicites" de l'économie ». Ainsi, le modèle WS-PS se fonde sur des bases microéconomiques. 
Le modèle reconnaît l'hypothèse de la concurrence imparfaite ainsi que les asymétries d'information. Il intègre la théorie des jeux. Les deux hypothèses majeures sont, premièrement, que le salaire réel n'est pas parfaitement flexible, car il résulte d'une négociation ; ensuite, que les marchés de biens ne sont pas parfaitement concurrentiels, car les prix sont fixés par les producteurs. Ainsi, selon les conditions du marché (peu ou beaucoup de concurrence, conjoncture favorable ou pas), les entreprises peuvent fixer des marges plus ou moins élevées.

## Modèle

### CourbePrice Setting
La courbe PS représente le price setting, c'est-à-dire la fixation des prix. En d'autres termes, elle symbolise le pouvoir de marché des entreprises. Les entreprises cherchent à dégager une marge importante, mais lorsque le chômage augmente, elles doivent faire baisser leurs prix pour que leur stock s'écoule ; or, une baisse des prix provoque une augmentation du salaire réel. Le salaire réel, en effet, est le salaire ajusté à l'inflation : si les prix baissent, alors le salaire réel augmente comparativement.  
La courbe PS décrit ainsi une relation croissante entre le chômage et les prix. En situation d'emploi abondant (quand la conjoncture est favorable), les firmes peuvent accroître leurs prix au-delà du coût salarial afin d'augmenter leurs marges, ce qui réduit le salaire réel (PS faible), tandis qu'en situation de chômage, les entreprises doivent réduire les prix (comprimer leurs marges) et donc font augmenter relativement le niveau du salaire. 

### CourbeWage Setting
La courbe WS représente le wage setting, c'est-à-dire la fixation des salaires. Cette fixation est le résultat des négociations au sein de l'entreprise, à travers les syndicats. Si les syndicats ont du pouvoir, ils font augmenter les salaires, ce qui déplace la courbe WS vers la droite. La courbe croît avec le niveau d'emploi et décroît avec le chômage : lorsqu'il y a un niveau d'emplois élevés, les salariés ont un pouvoir de pression plus fort sur les entreprises, tandis qu'un niveau de chômage élevé leur retire leur pouvoir de négociation.

### Croisement des courbes
Les deux courbes se croisent en un point qui est le NAIRU (taux de chômage n'accélérant pas l'inflation). Il s'agit d'un point de compatibilité entre les deux comportements.

## Conclusions

### Politiques publiques contre le chômage
Le modèle WS-PS ouvre la voie à deux politiques de réduction du chômage. La première consiste à déplacer la courbe WS sur la gauche, c'est-à-dire à retirer du pouvoir de négociation au salarié et réduire le pouvoir d'achat des travailleurs. Toutefois, cette stratégie, si elle se solde par une baisse du chômage, atteint le niveau de vie des salariés. Cela peut mener à une hausse des crédits à la consommation, facteurs d'instabilité économique. En plus de cela, les syndicats jouent un rôle dans la réduction des inégalités.
La deuxième politique économique consiste à déplacer la courbe PS vers la gauche, c'est-à-dire à réduire le pouvoir de marché. Il s'agit alors d'une politique de la concurrence visant à stimuler la concurrence sur les marchés.

### Causes du chômage d'équilibre
Le modèle permet de conclure que le niveau de chômage d'équilibre est explicable par plusieurs facteurs. Il n'y a pas un seul déterminant, mais plusieurs. Les facteurs qui poussent les salaires à la hausse se traduisent par une hausse du salaire d’équilibre et du chômage d’équilibre, comme par exemple le SMIC. Aussi, tous les facteurs poussant les prix à la hausse (augmentation des prix du pétrole, la marge des entreprises, les prix du foncier, etc.) font croître le chômage d’équilibre.

## Critiques et débats
Henri Sterdyniak et Hervé Le Bihan critiquent dans un article de 1998 la portée explicative du modèle WS-PS en ce qui concerne le chômage de masse en Europe. La hausse du taux de chômage dans ces économies viendraient, selon le modèle, d'une hausse des imperfections de marché augmentant les frictions et réduisant la faculté d'appariement des économies. Or, depuis les années 1980, les politiques de flexibilisation des marchés dominent, ce qui n'a pas conduit à une baisse du chômage.